# Afrikansk juveltrast
Afrikansk juveltrast (Pitta angolensis) är en fågel i familjen juveltrastar inom ordningen tättingar.

## Utseende och läte
Afrikansk juveltrast är en knubbig kortstjärtad och långbent tätting. Undersidan är beige, ryggen grön och under stjärten syns rött. I ansiktet syns en bred svart ögonmask. Arten kan bara förväxlas med grönbröstad juveltrast, men denna har just grönt bröst. Lätet beskrivs som ett explosivt "phwit".

## Utbredning och systematik
Afrikansk juveltrast delas in i tre underarter:
- Pitta angolensis pulih – förekommer från Sierra Leone och sydöstra Guinea till västra Kamerun
- Pitta angolensis angolensis – förekommer i sydvästra Kamerun, Gabon, nordvästra Angola och västra Demokratiska republiken Kongo
- Pitta angolensis longipennis – förekommer i sydöstra Demokratiska republiken Kongo till östra Sydafrika

Några av populationerna verkar vara flyttfåglar. Vissa inkluderar grönbröstad juveltrast (P. reichenowi) som underart.

## Levnadssätt
Afrikansk juveltrast hittas på marken i skog och täta buskage. Den är mycket skygg och kan stå helt still under långa perioder.

## Status och hot
Arten har ett stort utbredningsområde, men tros minska i antal, dock inte tillräckligt kraftigt för att den ska betraktas som hotad. Internationella naturvårdsunionen IUCN listar arten som livskraftig (LC).

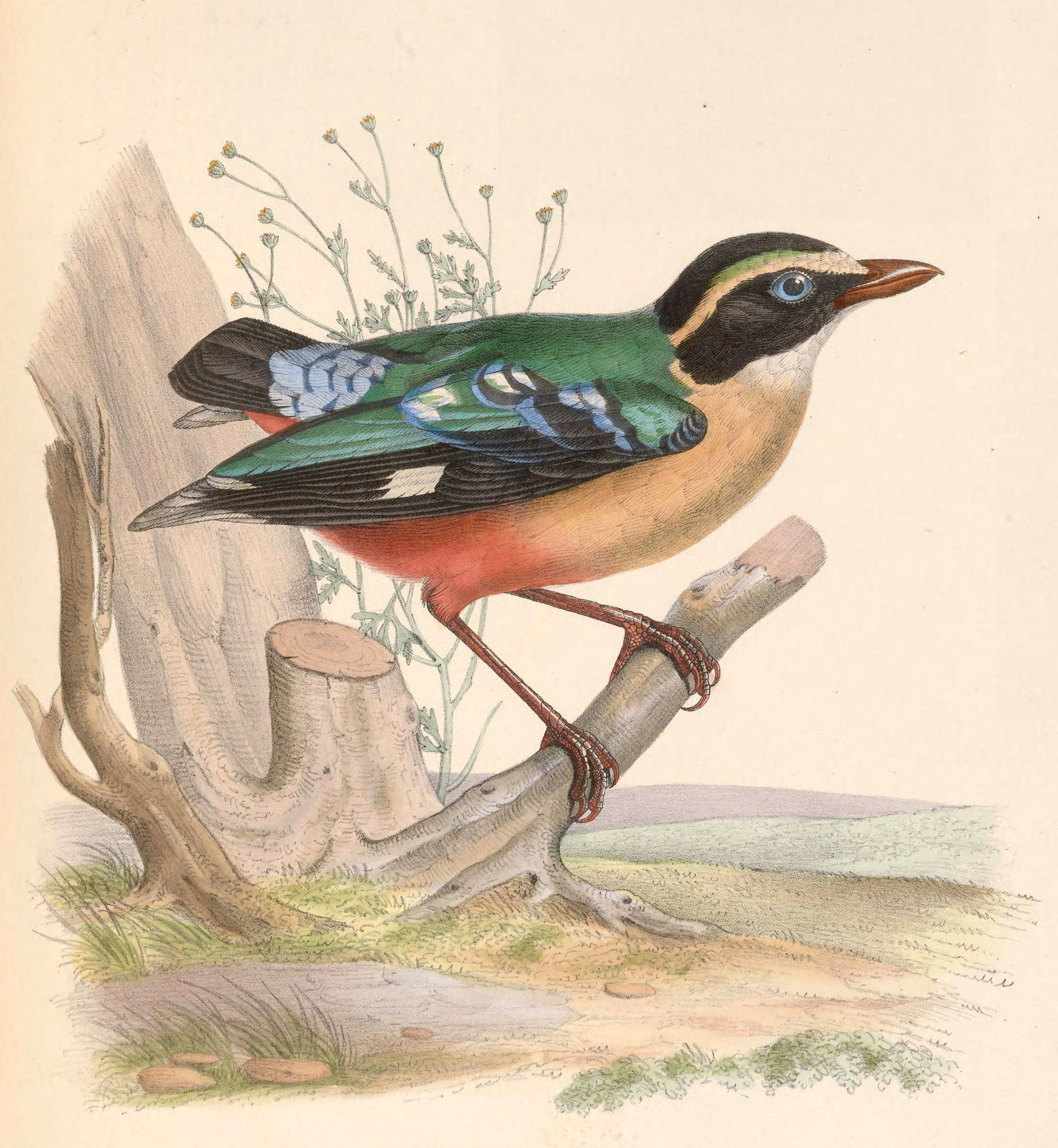
En afrikansk juveltrast på en illustration från 1849